# Raat
Raat är en ort i kommunen Stadel i kantonen Zürich i Schweiz. Den ligger cirka 20,5 kilometer nordväst om centrala Zürich. Orten har cirka 175 invånare (2021).